# شاپرک خال‌چشمی کرمی
شاپرک خال‌چشمی کرمی (نام علمی: Automeris zozine) نام یک گونه از سرده شاپرک‌های خال‌چشمی است.این گونه تاکنون از مکزیک تا جنوب گواتمالا و کلمبیا گزارش شده لست. پهنای بال این گونه ۶۵ میلی‌متر است.